# Buchmacher

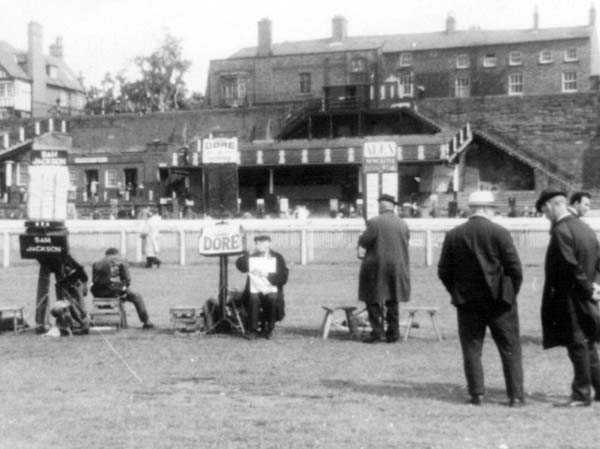
Buchmacher beim Pferderennen in Salisbury, England (1967)

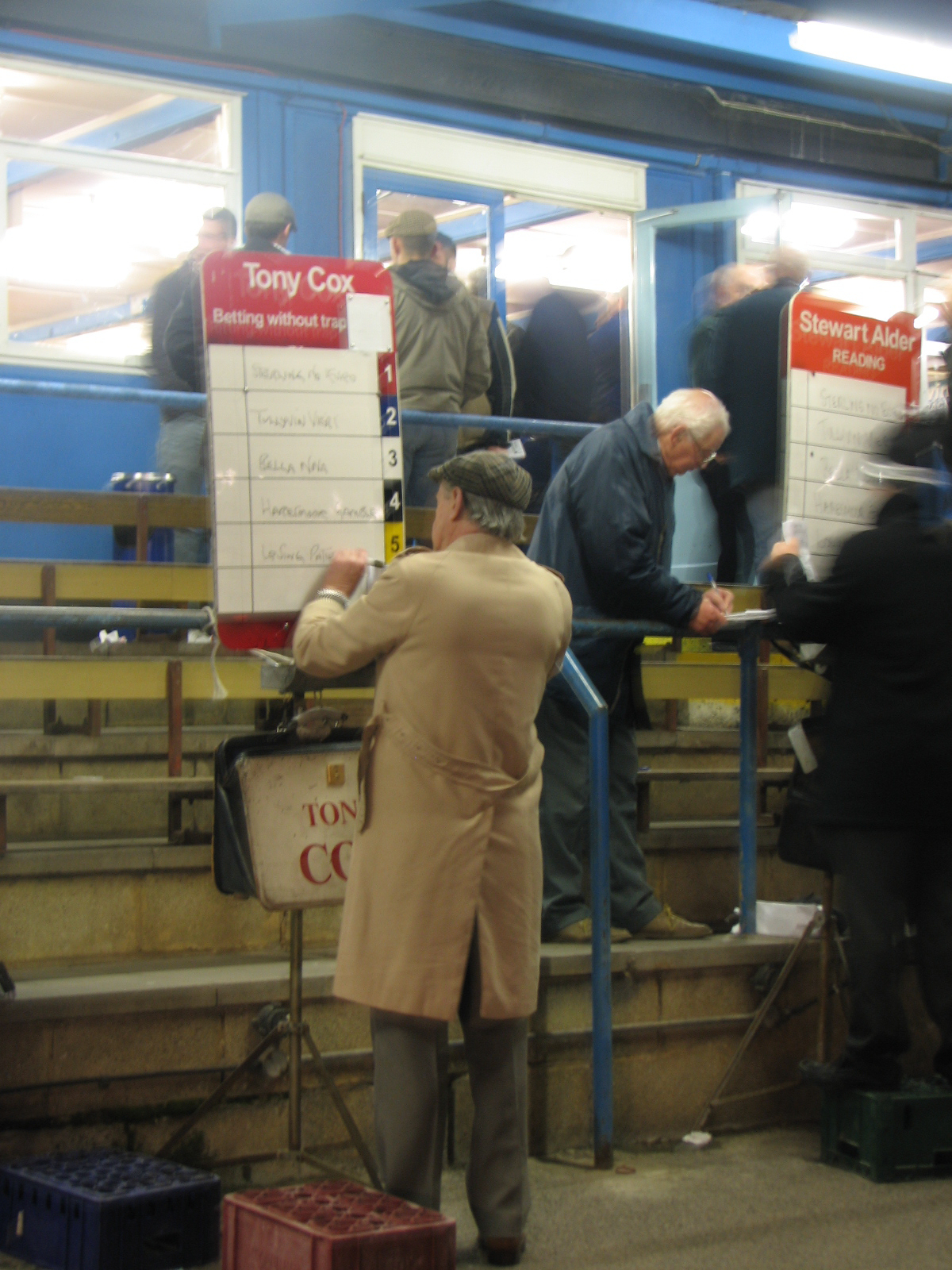
Ein Buchmacher bei einem Hunderennen in Reading, England

Ein Buchmacher (engl. Bookmaker oder kurz Bookie) offeriert Wetten mit festen oder variablen Quoten auf Ausgänge von zukünftigen Ereignissen, insbesondere von sportlichen Veranstaltungen. Vor allem bei Pferderennen, Fußball-, Eishockey- oder Basketballspielen ist dieses Glücksspiel verbreitet, in England traditionell auch bei fast allen öffentlichen Ereignissen. 

## Erklärung
Der Buchmacher garantiert als Wettanbieter mit seinem Namen für die Auszahlung der Gewinne zu den in seinem Buch stehenden Gewinnquoten und Wetteinsätzen. Da im digitalen Zeitalter ein Großteil der Wetten schneller über Anbieter im Internet abgeschlossen werden kann, verlieren die klassischen Annahmestellen an Bedeutung. 
Diese Tätigkeit kann legal oder illegal („schwarzer Buchmacher“) sein. In Deutschland benötigt ein Buchmacher eine behördliche Erlaubnis zur legalen Wettannahme („lizenzierter Buchmacher“ ausschließlich für Pferderennen). Gegenwärtig sind viele Buchmacher oder Buchmacherfirmen in Steueroasen oder in Ländern mit liberaler Glücksspieltradition wie im Vereinigten Königreich Großbritannien und Nordirland, Gibraltar oder Malta ansässig. Die rechtliche Beurteilung von Buchmachern, die im Internet über Ländergrenzen hinweg Sportwetten vermitteln, befindet sich in einer Grauzone. Die internationale Durchsetzung von Rechtsansprüchen steht praktisch in keinem Verhältnis zum beklagten Schaden.
Vom Buchmacher zu unterscheiden ist der Totalisateur, der Wetten per Totalisator vermittelt, nicht jedoch als Wettgegner auftritt.

## Zur Mathematik
Der Buchmacher bietet bei Ereignissen von Mannschaftssportarten zum Beispiel feste Quoten auf Sieg, auf Unentschieden oder auf Niederlage an. Eine Quote gibt das Verhältnis vom Einsatz zu dem möglichen Gewinn an: zum Beispiel „zahle 2,50 für 1 Euro Einsatz“. Variable Quoten können die Buchmacher jederzeit verändern. Abgeschlossene Wetten behalten aber die vereinbarte Quote, die bei Abschluss der Wette galt. 
Die Multiplikation der Quote mit dem Wetteinsatz ergibt den möglichen Gewinn.
Der Buchmacher geht gegebenenfalls große Risiken ein, da er mit Wahrscheinlichkeiten und oft großen Wetteinsätzen handelt. Um das Risiko zu begrenzen, bieten Buchmacher Wetten auf alle möglichen Ausgänge an, sodass sie ihren Profit im Idealfall durch Arbitrage erzielen. Um hohe Verlustrisiken bei unausgeglichenen Wetteinsätzen zu vermeiden, kann der Buchmacher beispielsweise die Höhe der Einsätze limitieren oder sich an internationalen Wettbörsen rückversichern. In der Regel betreibt der Buchmacher aber ein äußerst einträgliches Geschäft.
Der Buchmacher ist gegenüber dem Wettenden im Vorteil, da er für seinen Gewinn nicht das richtige Ergebnis vorhersagen muss. Seine Aufgabe besteht darin, den prozentualen Anteil der Wetten für die verschiedenen Wettausgänge richtig einzuschätzen und darauf aufbauend die Quoten zu errechnen. Durch einen Blick in seine „Bücher“ sieht der Buchmacher ständig, wie sich die abgeschlossenen Wetten prozentual verteilen. Er kann die Quoten jederzeit anpassen. Ähnlich wie bei Wahlhochrechnungen, kommt er dann mit sehr kleinen Stichproben zu sehr präzisen Aussagen bezüglich der Wettvorhersagen der Wettteilnehmer. Große Buchmacherfirmen arbeiten dabei mit umfangreichem statistischen Material und Methoden. 
Bei „fairen Quoten“ müsste der Buchmacher das gesamte Geld der Verlierer an die Gewinner auszahlen. Selbstverständlich liegen die realen Quoten jedoch darunter, daraus resultiert der Gewinn der Buchmacher: die Buchmachermarge. Das „Gegenstück“ dazu – die Ausschüttungsquote – liegt beim deutschen ODDSET zwischen 50 % und 60 %. Bei vielen anderen (insbesondere privaten) Buchmachern sind Ausschüttungsquoten von über 90 % keine Seltenheit. Die Ausschüttungsquote kann man unter der Annahme, dass sie bei jedem Ausgang gleich ist, anhand der angebotenen Gewinnquoten errechnen. Dazu werden die Kehrwerte der Gewinnquoten addiert. Die Ausschüttungsquote ist der Kehrwert dieser Summe (harmonisches Mittel), also zum Beispiel 1 bei einer Ausschüttung von 100 %. Bei einer 2-Weg-Wette werden für zwei gleichwertige Spieler für beide die Sieg-Quote 1.95 angeboten. 1/1.95 + 1/1.95 = 0.5128 + 0.5128 = 1.02564 → 1/1.02564 = 0.975 = 97,5 %. Das bedeutet, in diesen Quoten steckt eine sehr geringe Buchmachermarge von 2,5 %. Wird für die beiden Spieler nur 1.80 angeboten, bedeutet das eine Marge von 10 %.

## Onlinebuchmacher
Seit der Jahrtausendwende und der rasanten Entwicklung des Internets hat sich eine Vielzahl an Onlinebuchmachern, welche ihre Dienste global anbieten, etabliert. Kunden können sich auf der Webseite des Onlinebuchmachers registrieren und dann online Ihre Wetten platzieren. Im Normalfall erfolgt der Geldtransfer über die im Internet üblichen Wege wie E-Wallets, Kreditkarten und Banktransfers. Um sich gegenüber den Konkurrenten (die Zahl der im Internet agierenden Sportwettenanbieter hat die 100 längst überschritten) zu positionieren, bewerben die Onlinebuchmacher ihre Angebote mit diversen Bonus- und Cashbackprogrammen. Vor allem seit der Fußball-Europameisterschaft 2012 kann man im deutschsprachigen Fernsehen (sowohl privat als auch öffentlich-rechtlich) vermehrt Werbung für Onlinebuchmacher beobachten.

## Buchmacher- und Quotenvergleich
Seitdem die Wettbranche sich mehr und mehr ins Internet verlagert hat, ist mit dem Quotenvergleich von Wettquoten eine völlig neue Industrie entstanden. Dadurch haben Sportwetter heutzutage die Möglichkeit, für Events, auf die sie Wetten platzieren möchten, innerhalb von nur wenigen Sekunden aus Dutzenden von Wettanbietern den Wettanbieter mit den besten Quoten zu recherchieren. Ferner ist es hierdurch auch sehr einfach geworden, die grundsätzlichen Konditionen und AGB sowie Bonusbedingungen der Buchmacher miteinander zu vergleichen. Neutrale Bewertungen durch die Bestandskunden verschiedener Buchmacher können den Nutzern zudem dabei helfen, sich ein objektives Bild über einen Wettanbieter zu machen, bevor man sich bei diesem registriert. Ein Buchmacher- und Quotenvergleich ist daher im Sinne des Verbraucherschutzes sehr zu begrüßen.